# Creodonta
Creodonta je vyhynulá skupina placentálních savců příbuzná šelmám. Nejstarší záznamy jsou známé od středního paleocénu, skupina vymřela v pozdním miocénu. Od šelem se liší stavbou svého chrupu: podobně jako u šelem se jim zadní zuby přeměnily na trháky, ty ale vznikly z první nebo druhé stoličky nahoře a druhé nebo třetí stoličky dole (u šelem vznikly ze čtvrtého horního třenového zubu a první spodní stoličky). Jisté podobnosti ve stavbě chrupu mají někteří primitivnější zástupci prašelem také s vačnatci.
Creodonti se dělí na dvě čeledi – Hyaenodontidae a Oxyaenidae. Od sebe se odlišují opět chrupem. Hyaenodontidae měli 44 zubů, trháky tvořily první horní a druhá spodní stolička. Jsou známí ze Severní Ameriky a Evropy, během pozdního eocénu a oligocénu se rozšířili také do Afriky. Oxyaenidae měli trháky z druhé horní a třetí spodní stoličky a měli některé primitivnější znaky na kostře.
Kreodonti mohou představovat sesterskou skupinu vůči kladu Carnivoramorpha, který sdružuje šelmy (Carnivora) a jejich vyhynulé kmenové příbuzné, jako jsou miacidé.